# Flávio Araújo
Flávio Araújo (Presidente Prudente, 29 de julho de 1934 – São José dos Campos, 17 de setembro de 2024) foi um locutor esportivo e jornalista brasileiro. Iniciou-se no rádio em sua cidade natal em 1950 e em 1957 transferiu-se para a Rádio Bandeirantes de São Paulo onde ficou até 1981.
Como narrador esportivo militou depois até 1986 na Rádio Gazeta de São Paulo cumprindo uma jornada de trinta anos de atividade. Como comentarista, militou até 2002 na Rádio Central de Campinas.

## Fatos marcantes na carreira
Narrou as Copas do Mundo da FIFA dos anos de 1966, 1970, 1974, 1978 e 1982.
Todos os Campeonatos Brasileiros desde 1971 (quando o atual sistema começou) até o final da carreira, 1986.
A Copa Libertadores da América desde 1960 participou de todas até 1986, desde que o Brasil estivesse presente.
Narrou a maioria das lutas de Éder Jofre no Brasil e no exterior. No filme sobre a vida de Eder Quebrando a Cara, feito por Ugo Giorgetti é o narrador de quase todos os combates.
Em 9 de maio de 1965 diretamente de Nagoia (Japão), narrou o combate entre Éder Jofre e "Fighting" Harada e essa transmissão teve o recorde de audiência individual em todo o país, pois a Rádio Bandeirantes, para qual transmitia, teve seu sinal retransmitido pela Jovem Pan, o que levou cerca de 320 emissoras compartilharem a sua transmissão em todo o Brasil. Flávio Araujo narrou sozinho, sem comentarista e sem nenhum auxiliar.
Transmitiu de Monza em 1972 a vitória de Emerson Fittipaldi, que coroou a conquista do primeiro mundial de Fórmula 1 vencido por um piloto brasileiro, e em 1980 narrou de Long Beach, na Califórnia, o GP dos EUA que marcou a primeira vitória de Nelson Piquet na Formula 1.
Em 1954, com 20 anos, fundou e dirigiu por um ano a Rádio Clube de Dourados, no hoje Mato Grosso do Sul.
Transmitiu em 19 de novembro de 1969 pela Rádio Bandeirantes o milésimo gol de Pelé, no Maracanã, gravação incluída no filme "Pelé Eterno"..
Muitas de suas histórias da sua carreira profissional, fatos marcantes e acontecimentos pitorescos foram contadas no livro "O Rádio, O Futebol e a Vida", Editora Senac, como em 1976, quando perdeu uma conexão na viagem em Barcelona e narrou do Hotel Barajas a luta em que Miguel de Oliveira ganhou o título mundial dos médios diante o espanhol José Luiz Duran, como se estivesse em Mônaco, local do combate e sem que ninguém no Brasil percebesse.
Em 2010 alunos do curso de Jornalismo da Faculdade de Comunicação Social de Presidente Prudente (Facopp - Unoeste) resgataram sua história, apresentando sua trajetória profissional no Trabalho de Conclusão do Curso.
Em 23 de dezembro de 2010 seu nome foi perpetuado, quando da inauguração, em sua terra natal, Presidente Prudente, do Centro de Formação de Atletas Flávio Araújo, uma obra que é referência na área esportiva, e que conta com estrutura de atendimento médico e preparação física, quadra coberta e campo de futebol e foi o Centro de Treinamento do Grêmio Prudente no período em que o time transferiu-se para cidade.

## Morte
Flávio morreu no dia 17 de setembro de 2024, aos 90 anos de causas naturais.